# Principes
Principes – kategoria piechoty w legionie manipularnym, starsi żołnierze od hastati, ale młodsi niż triarii. Walczyli w drugiej linii manipułów wojsk rzymskich. Uzbrojeni w miecze gladius i włócznie hasta (choć w połowie III w. przed Chr. włócznia została zastąpiona przez 2 pila). Nosili na sobie pancerze kolcze (kolczuga) (łac. lorica hamata) oraz hełmy (głównie typu montefortino) i z czasem coraz rzadziej nagolenniki. Po zdobyciu doświadczenia i skończeniu 27-28 lat principes zostawali przydzieleni do oddziałów triarii. Podobnie jak hastati, stosowali taktykę pilum-gladius, która polegała na rzucaniu pilami, a potem walce mieczem. 
Na początku I w. przed Chr., gdy uzbrojenie armii rzymskiej zostało ujednolicone, hastati oraz triarii byli uzbrojeni na styl principes.